# Athyrium cyclosorum
Athyrium cyclosorum là một loài thực vật có mạch trong họ Woodsiaceae. Loài này được Rupr. miêu tả khoa học đầu tiên năm 1845.